# Kelsey Grammer
Allen Kelsey Grammer (ur. 21 lutego 1955 w Saint Thomas) – amerykański aktor filmowy, teatralny i telewizyjny, ośmiokrotnie nominowany do Złotego Globu (zdobył 3 statuetki) i czternastokrotnie nominowany do nagrody Emmy (zdobył 5 statuetek). Najbardziej znany z roli doktora Frasiera Crane’a w amerykańskich sitcomach Zdrówko i poświęconym tej postaci spin-offie (Frasier).

## Życiorys
Urodził się w Saint Thomas na Wyspach Dziewiczych jako syn Sally (z domu Cranmer; 1928–2008), piosenkarki i aktorki, i Franka Allen Grammera Jr. (zm. 1968), muzyka i właściciela kawiarni, baru i grilla o nazwie Greer Place. Miał jedną młodszą siostrę, Karen. Uczęszczał do Pine Crest School w Fort Lauderdale.
Życie osobiste Grammera nękały rodzinne tragedie. Wychowała go matka i dziadkowie ze strony matki w New Jersey. Rodzina przeniosła się później na Florydę, a gdy Grammer miał dwanaście lat jego dziadek zmarł na raka. W 1968 jego ojciec został zamordowany podczas inwazji domowej. W 1975 jego siostra została porwana, zgwałcona i zamordowana. W 1980 jego dwaj przyrodni bracia zmarli podczas nurkowania u wybrzeży Wysp Dziewiczych.
Uczęszczał do prywatnej szkoły Pine Crest School w Fort Lauderdale na Florydzie. To tam po raz pierwszy zaczął śpiewać i występować na scenie. Od 16 roku życia, za zgodą matki, zaczął palić fajkę. Przez dwa lata studiował w Juilliard School.
Po opuszczeniu Juilliard, Grammer odbył trzyletni staż w Old Globe Theatre w San Diego pod koniec lat siedemdziesiątych, a potem w 1980 w Guthrie Theatre w Minneapolis. W 1981 na Broadwayu został obsadzony jako Lennox w Makbecie z Philipem Anglimem w roli Makbeta, przejmując główną rolę, gdy Philip Anglim wycofał się po otrzymaniu negatywnych recenzji. W 1982 na Broadwayu zagrał Michaela Cassio w Otellu z udziałem Jamesa Earla Jonesa i Christophera Plummera. W 1983 wystąpił w demie Stephena Sondheima – produkcji Jamesa Lapine’a Sunday in the Park with George z Mandy Patinkinem.
Zdobył popularność jako doktor Frasier Crane w sitcomie Zdrówko (1984–1993) i spin-offie Frasier (1993–2004), zdobywając wiele nominacji do nagrody Emmy.
W 2016 otrzymał Tony Award jako producent musicalu Kolor purpury z Jennifer Hudson.
Grammer miał liczne problemy związane z nadużywaniem narkotyków i był wielokrotnie aresztowany za posiadanie kokainy.

## Filmografia

### Filmy
- 1996: Nagi peryskop jako komandor porucznik Thomas „Tom” Dodge
- 1997: Anastazja jako Władimir (głos)
- 1999: Bartok wspaniały jako Zozi
- 1999: Mickey: Bajkowe święta jako narrator
- 1999: Toy Story 2 jako Śmierdzący Piotr Poszukiwacz (głos)
- 2000: Podwójne życie (TV) jako Ron McNally
- 2001: Goście w Ameryce jako narrator
- 2003: Barbie z Jeziora Łabędziego jako Rothbart (głos)
- 2004: Pupilek jako dr Ivan Krank (głos)
- 2006: Władza pieniądza jako detektyw Brunner
- 2006: X-Men: Ostatni bastion jako dr Henry „Hank” McCoy / Bestia
- 2009: Fame jako pan Martin Cranston
- 2010: Wariat na wolności jako Frank
- 2013: Czarnoksiężnik z Oz: Powrót Dorotki jako Tin Drwal (głos)
- 2014: X-Men: Przeszłość, która nadejdzie jako dr Henry „Hank” McCoy / Bestia
- 2014: Niezniszczalni 3 jako Bonaparte
- 2014: Transformers: Wiek zagłady jako Harold Attinger
- 2015: Ekipa w roli samego siebie
- 2015: Zabić Jezusa (TV) jako Herod Wielki
- 2016: Sąsiedzi 2 jako ojciec Shelby

### Seriale TV
- 1979: Ryan’s Hope jako kelner
- 1982: Inny świat jako Head Paramedic
- 1984: Kate i Allie jako David Hamill
- 1984: Jerzy Waszyngton jako porucznik Stewart
- 1984–1993: Zdrówko jako dr Frasier Crane
- 1990–: Simpsonowie jako Sideshow Bob (głos)
- 1991–1998: Saturday Night Live w roli samego siebie
- 1992 : Skrzydła jako dr Frasier Crane
- 1992: Star Trek: Następne pokolenie jako kpt. Morgan Bateson
- 1993–2004: Frasier jako dr Frasier Crane
- 1998: Ja się zastrzelę jako narrator
- 2000: Zakręcony jako prof. Tuttle
- 2003: Jak pan może, panie doktorze? jako Rick Cooper
- 2004: Ulica Sezamkowa w roli samego siebie
- 2007–2008: Teraz ty! jako Chuck Darling
- 2009–2010: Hank jako Hank Pryor
- 2010: Brygada jako Cranius (głos)
- 2010–2012: Rockefeller Plaza 30 w roli samego siebie
- 2011–2012: Boss jako major Tom Kane
- 2014: Partners jako Allen Braddock
- 2016: Unbreakable Kimmy Schmidt w roli samego siebie (głos)
- 2017: Współczesna rodzina jako Keifth
- 2019: Arrow jako narrator
- 2019: Dowód niewinności jako Gore Bellows